# Canton de Mulhouse-Nord
Le canton de Mulhouse-Nord est une ancienne division administrative française, située dans le département du Haut-Rhin, en région Grand Est. Le canton de Mulhouse-Nord faisait partie de la sixième circonscription du Haut-Rhin. Il comptait une population de 32 713 habitants en 2011 et a une superficie de 6,32 km2.

## Composition
- Mulhouse (quartiers nord)

## Représentation

### Conseillers généraux de l'ancien canton de Mulhouse (de 1833 à 1861)
| Période | Période      | Identité                             | Étiquette                                 | Qualité |
| ------- | ------------ | ------------------------------------ | ----------------------------------------- | --- |
| 1833    | 1839         | Nicolas Koechlin                     | Opposition libérale                       | Industriel dans le textile Député (1830-1841) Président de la Chambre de commerce de Mulhouse                                                              |
| 1839    | 1842         | André Koechlin (cousin du précédent) | Majorité gouvernementale                  | Industriel dans le textile Député (1832-1834 et 1841-1848) Maire de Mulhouse (1830-1832 et 1832-1843)                                                      |
| 1842    | 1858 (décès) | Émile Dollfus                        | Opposition dynastique Droite Bonapartiste | Industriel Maire de Mulhouse (1843-1848) Député (1846-1849 et 1850-1851) Commandant de la Garde nationale Président de la Société industrielle de Mulhouse |
| 1859    | 1861         | Charles Koechlin                     |                                           | Industriel, géologue et paléontologue Maire de Mulhouse (1852-1863), ancien conseiller d'arrondissement                                                    |

### Conseillers d'arrondissement du canton de Mulhouse (de 1833 à 1861)
Le canton de Mulhouse avait deux conseillers d'arrondissement. Il appartenait à l'arrondissement d'Altkirch.
| Période                                  | Période | Identité        | Étiquette | Qualité                                                             |
| ---------------------------------------- | ------- | --------------- | --------- | ------------------------------------------------------------------- |
| 1833                                     | 1848    | Jean Dollfus    |           | Fabricant, propriétaire à Dornach                                   |
| 1833                                     | 1842    | Charles Kœchlin |           | Fabricant, géologue, paléontologue, Mulhouse (maire de 1852 à 1863) |
| 1842                                     | 1848    | Joseph Koechlin |           | Fabricant à Mulhouse                                                |
| Les données manquantes sont à compléter. |         |                 |           |                                                                     |

### Conseillers généraux de l'ancien canton de Mulhouse-Nord (dédoublement du canton de Mulhouse, à la suite de la loi du 3 juillet 1861)
| Période                                  | Période      | Identité            | Étiquette             | Qualité |
| ---------------------------------------- | ------------ | ------------------- | --------------------- | --- |
| 1862                                     | 1863 (décès) | Charles Koechlin    |                       | Industriel, géologue et paléontologue Maire de Mulhouse (1852-1863) ancien conseiller d'arrondissement                                 |
| 1864                                     | 1870         | Henri Haeffely      |                       | Industriel, propriétaire de l'usine textile, maire de Pfastatt                                                                         |
|                                          |              |                     |                       | |
| 1919                                     | 1924         | Edouard Drumm       | Union radicale        | Président du syndicat des sociétés de Mulhouse Président du comité de la réorganisation des sociétés de gymnastique de la Haute-Alsace |
| 1924                                     | 1931         | Emile Muller-Mœglin | SFIO                  | Gérant de la Mülhauser Volkszeitung puis du Républicain Ancien conseiller municipal de Mulhouse (1902-1908 et 1911-1914)               |
| 1931                                     | 1940         | Charles Klein       | SFIO                  | Adjoint au maire de Mulhouse |
|                                          |              |                     |                       | |
| 1945                                     | 1958         | Charles Klein       | SFIO puis RPF puis RS | Adjoint au maire de Mulhouse |
| Les données manquantes sont à compléter. |              |                     |                       | |

### Conseillers d'arrondissement du canton de Mulhouse-Nord (de 1862 à  1870 et de 1919 à 1940)
Le canton de Mulhouse Nord avait deux conseillers d'arrondissement.
| Période                                  | Période              | Identité                   | Étiquette | Qualité |
| ---------------------------------------- | -------------------- | -------------------------- | --------- | --- |
|                                          |                      |                            |           | |
| 1919                                     | 1928                 | Eugène Clémann             | Droite    | Chef caissier comptable, ancien maire d'Illzach                                                             |
| 1919                                     | 30 mars 1922 (décès) | Camille Wagner (1881-1922) | Droite    | Dessinateur, ancien adjoint au maire de Mulhouse                                                            |
| 1922                                     | 1928                 | Jules Lang (1885-1933)     | Droite    | Professeur de lycée, membre de la Ligue Catholique, conseiller municipal de Mulhouse                        |
| 1928                                     | 1934                 | Albert Ritter              | UPR       | Propriétaire à Wittenheim                                                                                   |
| 1928                                     | 1934                 | Joseph Zimmermann          | UPR       | Cheminot à Mulhouse                                                                                         |
| 1934                                     | 1940                 | Joseph Jeantet             | SFIO      | Président départemental de l'Union des chanteurs et musiciens libres, Mulhouse                              |
| 1934                                     | 1940 ?               | Émile Adelbrecht           | SFIO      | Aubergiste, adjoint au maire de Wittenheim                                                                  |
| 1940                                     |                      |                            |           | Les conseils d'arrondissement ont été suspendus par la loi du 12 octobre 1940 et n'ont jamais été réactivés |
| Les données manquantes sont à compléter. |                      |                            |           | |

### Conseillers généraux du canton de Mulhouse-Nord créé par le décret du 26 février 1958.
| Période | Période          | Identité                       | Étiquette               | Qualité |
| ------- | ---------------- | ------------------------------ | ----------------------- | --- |
| 1958    | 1982             | Émile Muller                   | SFIO puis MDSF puis UDF | Président-directeur général d'imprimerie Député (1958-1962 et 1973-1981) Maire de Mulhouse (1956-1981)                      |
| 1982    | 1989             | Jean-Marie Bockel              | PS                      | Avocat Maire de Mulhouse (1989-2010) Député (1981-1984, 1988-1993 et 1997-2002) Secrétaire d'État puis Ministre (1984-1986) |
| 1989    | 1995             | Jean Grimont                   | PS                      | Assistant parlementaire Député (1984-1988)                                                                                  |
| 1995    | 1997 (démission) | Jean-Marie Bockel              | PS                      | Avocat Maire de Mulhouse (1989-2010) Député (1981-1984, 1988-1993 et 1997-2002) Secrétaire d'État puis Ministre (1984-1986) |
| 1997    | 2001             | Gérard Freulet                 | FN puis MNR             | Chef d'entreprise Député FN (1986-1988)                                                                                     |
| 2001    | 2015             | Gilbert Buttazzoni (1947-2019) | PS                      | Chef d'entreprise Conseiller municipal puis adjoint au maire de Mulhouse                                                    |